# Tiên Hội
Tiên Hội là một xã thuộc huyện Đại Từ, tỉnh Thái Nguyên, Việt Nam.

## Địa lý
Xã Tiên Hội nằm ở trung tâm huyện Đại Từ, có vị trí địa lý:
- Phía đông giáp thị trấn Hùng Sơn
- Phía tây giáp xã Hoàng Nông
- Phía nam giáp xã Khôi Kỳ
- Phía bắc giáp xã Bản Ngoại và xã Tân Linh.

Xã Tiên Hội có diện tích 11,16 km², dân số năm 1999 là 5.592 người, mật độ dân số đạt 501 người/km².
Quốc lộ 37 và đường sắt Quan Triều - Núi Hồng chạy qua địa bàn xã. Dòng chính và một số dòng suối phụ lưu của sông Công cũng chảy qua địa bàn xã Tiên Hội.

## Lịch sử
Sau năm 1975, Tiên Hội là một xã thuộc huyện Đại Từ.
Đến năm 2019, xã Tiên Hội được chia thành 16 xóm.
Ngày 23 tháng 7 năm 2019, sáp nhập hai xóm Trung Na 1 và Trung Na 2 thành xóm Trung Na, sáp nhập xóm Phố Điệp vào xóm Thắng Lợi, sáp nhập xóm Soi Chè vào xóm Đồng Mạc. Xã Tiên Hội có 13 xóm như hiện nay.